# فرانك ويلكس
فرانك ويلكس (بالإنجليزية: Frank Wilkes)‏ هو سياسي أسترالي، ولد في 16 يوليو 1922 في ملبورن في أستراليا، وتوفي في 20 أغسطس 2015. حزبياً، نشط في حزب العمال الأسترالي. وقد انتخب عضو الجمعية التشريعية فيكتوريا.